# Агапит II
Ага́пит II (лат. Agapetus PP. II; ? — 8 ноября 955, Рим) — папа римский с 10 мая 946 года по 8 ноября 955 года. Одиннадцатый папа периода порнократии. Призвал германского короля Оттона I Великого на помощь против Беренгара II Иврейского, провозгласившего себя королём Италии. Заботился о распространении христианства, в особенности на севере Европы.

## Биография
Агапит родился в знатной римской семье, его отец был римлянин (потомок консула Аниция Фауста Альбина Василия), а мать гречанка. Агапит был избран папой 10 мая 946 года. Существование независимой республики Рим под управлением Альбериха II (932—954), сына Марозии и самозванного «принца и сенатора римлян», подразумевало, что Агапит был лишён возможности осуществлять реальную духовную или светскую власть в Риме и Папской области. Напряжённость в отношениях между соперничающими королями Италии, Беренгаром II и Оттоном I, позволили Альбериху осуществлять полный контроль над Римом, так что Агапит мог заниматься лишь внутренними делами церкви. Даже приглашение Агапитом Оттона вмешаться в итальянские дела в 951 году было сделано по указанию Альбериха, которого настораживал рост влияния Беренгара II. Однако, когда послы Оттона, епископы Майнца и Кура, были отправлены к папе, чтобы обсудить приём Оттона в Риме и другие вопросы, Альберих их не принял.
Агапит был вынужден вмешаться в спор о вакантной кафедре Реймса. Он приказал Синоду, который собрался в Ингельхайме в июне 948 года выяснить права конкурирующих кандидатов, Гуго де Вермандуа и Артольда. Он послал своего легата Марина де Бомарзо действовать от своего имени, в то время как Агапит написал ряду епископов, прося их присутствовать на совете. Через своего легата папа заявил о своей поддержке королю Людовику IV Французскому и его стороннику Артольду. Последовал ещё один синод в Трире, где Агапит был вновь представлен Марином де Бомарзо.
В 949 году Агапит провёл Синод в Риме, который подтвердил постановления двух советов. Он осудил бывшего епископа Гуго де Вермандуа и отлучил его отца, Герберта II де Вермандуа, за его оппозицию короля Людовику IV.
После получения обращений от Людовика IV и Оттона I Агапит подтвердил привилегии монастырей во Франции и Германии. Он также сочувствовал планам Оттона по реструктуризации епископства в пределах Германии, которая в конечном итоге была прервана из-за противодействия Вильгельма Майнцского. Около 948 года Агапит предоставил архиепископу Гамбурга право рукоположения епископов в Дании и других северных европейских странах вместо себя. Папа также ответил на просьбу короля Фроде VI Ютландского послать миссионеров в его королевство.
Агапита также попросили вмешаться в спор между Эрхольдом, архиепископом Зальцбурга, и Герардом, епископом Энса, которые претендовали на титул митрополита всей Паннонии. Агапит направил письмо обоим претендентам, в которых заявил, что епархия Энса была митрополией Паннонии до нашествия гуннов. Однако после разрушений, причинённых им, Энс зачах, а Зальцбург возвысился. Следовательно, архиепископ Зальцбурга имеет полное право на статус митрополита. При этом Агапит пришёл к выводу, что юрисдикция западной Паннонии должна перейти к Эрхольду, а районы, занятые аварами, и Моравия — под юрисдикцию Герарда.
В Италии Агапит писал герцогам Беневенто и Капуи, требуя, чтобы монастыри были возвращены монахам, изгнанным оттуда. Он также низложил епископов Термоли и Тривенто, обвинённых в симонии.
Агапит умер 8 ноября 955 года, и ему наследовал сын Альбериха, Октавиан, который принял папское имя Иоанн XII. Он был похоронен в Латеранской базилике, за апсидой, рядом с могилами пап Льва V и Пасхалия II.